# Sivický les
Sivický les este o arie protejată (arie specială de conservare — SAC, sit de importanță comunitară — SCI) din Republica Cehă întinsă pe o suprafață de 236,53 ha, integral pe uscat.

## Localizare
Centrul sitului Sivický les este situat la coordonatele 49°13′06″N 16°46′23″E / 49.218333°N 16.773056°E.

## Înființare
Situl Sivický les a fost declarat sit de importanță comunitară în aprilie 2005 pentru a proteja un număr necunoscut de specii din flora spontană și fauna sălbatică aflate în arealul zonei. Situl a fost protejat și ca arie specială de conservare în august 2016.

## Biodiversitate
Situată în ecoregiunile continentală și panonică, aria protejată conține 2 habitate naturale: Păduri de stejar și carpen Galio-Carpinetum, Păduri stepice euro-siberiene cu Quercus spp..
La baza desemnării sitului se află un număr nedeclarat de specii protejate.